# オモロカンアオイ
オモロカンアオイ（学名: Asarum dissitum）とは、ウマノスズクサ科カンアオイ属に属する常緑多年草の1種である。葉には白斑が入り、裏面は淡緑色を帯びる。萼筒内壁基部側には縦ひだのみがあるが、先端側の1/3ほどは格子状の隆起になる。雄しべは6個、雌しべの花柱は3個。日本の石垣島と西表島のみに分布し、準絶滅危惧に指定されている。和名の「オモロ」は琉球の古謡集『おもろさうし』に由来する。

## 特徴
常緑性の多年草。葉の葉身は卵心形、長さ5–10センチメートル (cm)、幅 5–9 cm、先端は鈍頭。葉の表面には白斑が入り、毛が散生、葉脈に沿って凹む。葉の裏面は淡緑色を帯び、葉脈状に縮れ毛がある。葉柄にも縮れ毛がある。
花期は1月から3月。花弁を欠き、萼片は合着して長さ10–12ミリメートル (mm)、直径 7–8 mm 程度の筒状の萼筒を形成し、開口部から約1/3のところでややくびれ、開口部では口環が発達して狭くなっている。萼筒内壁は開口部から約1/3のところまでは格子状隆起があるが、それより基部側では縦ひだのみ。萼裂片は3枚、開出、卵状三角形、長さ約 1 cm、鋭頭、短毛が密生し、基部に濃紫色の隆起がある。雄しべは6個。雌しべの花柱は3個、柱頭はやや外側に位置する。
染色体数は 2n = 24。

## 分布・生育環境
琉球諸島の石垣島と西表島のみに分布する。ただし石垣島のみとされることもある。山地の常緑広葉樹林内の林床に生育する。

## 保全状況評価
園芸用の採取によって個体数が減少している。特に歩道沿いなど目につきやすい場所では急減しているが、人跡未踏の場所ではまだ残っている（2018年現在）。
準絶滅危惧（NT）（環境省レッドリスト）
オモロカンアオイは環境省レッドデータでは準絶滅危惧に指定されている。また沖縄県でも準絶滅危惧に指定されている。